# Новый Свет (Брасовский район)
Но́вый Свет — упразднённый в 1960 году посёлок Брасовского сельсовета Брасовского района Брянской области РСФСР СССР. С 1960 в черте пгт Локоть, современная улица Новый Свет.

## География
Расположен вблизи железнодорожной станции Брасово (на линии Брянск (станция)—Льгов (станция)).

## История
В годы Великой Отечественной войны территория оккупирована немецко-фашистскими войсками с августа 1941 по 24 сентября 1943 и входила в Локотское самоуправление.
16 декабря 1952 года вышло Решение Брянского облисполкома о передаче нас. п. из одного с/с в другой, в том числе п.п. Бендирка, Весёлый Кут, Красный Колодец, Майский Жук, Новая Жизнь, Новый Свет, Пьявичи Городищенского 1-го с/с в состав Брасовского с/с (ГАБО. Ф.Р-6. Оп.3. Д.392. Л.186-188).
21 декабря 1954 года вышло Решение Брянского облисполкома о передаче д. Красный Колодец, п.п. Бендирка, Весёлый Кут, Новый Свет, Пьявичье, Майский Жук, Новая Жизнь Крупецкого с/с Брасовского района в состав Брасовского с/с того же района (ГАБО. ф. Р-6. Оп.3. Д.1429. Л.159).
31 мая 1960 года вышло решение Брянского облисполкома о включении о передаче нас.п. Новый Свет Брасовского с/с
Брасовского района в черту р.п. Локоть того же района (ГАБО. Ф.Р-6. Оп.3. Д.34. Л.215;Ф.Р-6. Оп.4. Д.205. Л.34).